# ژانه دارویل
ژانه دارویل (دانمارکی: Jeanne Darville؛ ۱۸ اوت ۱۹۲۳ – ۹ مهٔ ۱۹۹۵) بازیگر اهل دانمارک بود.
از فیلم‌هایی که وی در آن‌ها نقش داشته‌است، می‌توان به مأمور ۶۹ ینسن در برج قوس اشاره نمود.